# SG Berlin
Die SG Berlin ist eine Floorball-Spielgemeinschaft der Frauenmannschaften der Berlin Rockets und der Berliner Turnerschaft. Die erste Mannschaft tritt in der Regionalliga an.
Die Kooperation der beiden Teams begann 2010. Ziel war es, zusammen wieder eine Mannschaft bilden zu können, welche am Spielbetrieb teilnimmt. 2011 erreichte die Mannschaft bereits die Endrunde um die deutsche Kleinfeldmeisterschaft und belegte dabei den 6. Platz. 2011/12 spielten die Berlinerinnen auf dem Großfeld im Floorball Deutschland Pokal Ost und belegten hierbei den fünften Rang. Seit 2012 spielt die SG Berlin in der Bundesliga. In der ersten Saison im Oberhaus belegte das Team nach der regulären Spielrunde den dritten Platz in der Ost Staffel hinter dem UHC Sparkasse Weißenfels und dem MFBC Wikinger Grimma. Die SG trägt ihre Heimspiele in der Quartierssporthalle Campus Rütli in Neukölln, der Sporthalle Monumentenstraße in Schöneberg oder in einer Nebenhalle der Max-Schmeling-Halle im Prenzlauer Berg aus.
| Saison  | Liga       | Platzierung             | Pokal             | Kleinfeld |
| 2010/11 |            |                         | Vorrunde          | 6. Platz  |
| 2011/12 |            |                         | nicht ausgetragen | 7. Platz  |
| 2012/13 | Bundesliga | 3. Platz (Ost Staffel)  | nicht ausgetragen |           |
| 2013/14 | Bundesliga | 3. Platz (Ost Staffel)  | Halbfinale        |           |
| 2014/15 | Bundesliga | 3. Platz (Nord Staffel) | 2. Runde          |           |
| 2015/16 | Bundesliga | 2. Platz (Nord Staffel) | 2. Runde          |           |
| 2016/17 | Bundesliga | 2. Platz (Nord Staffel) | 2. Runde          |           |